# 854 (numero)
Ottocentocinquantaquattro (854) è il numero naturale dopo l'853 e prima dell'855.

## Proprietà matematiche
- È un numero pari.
- È un numero composto con 8 divisori: 1, 2, 7, 14, 61, 122, 427, 854. Poiché la somma dei suoi divisori (escluso il numero stesso) è 634 < 854, è un numero difettivo.
- È un numero sfenico.
- È un numero congruente.
- È un numero malvagio.
- È un numero intero privo di quadrati.
- È un numero nontotiente (per cui la equazione φ(x) = n non ha soluzione).
- È un numero palindromo  e un numero ondulante nel sistema posizionale a base 11 (707).
- È parte delle terne pitagoriche (154, 840, 854), (854, 2928, 3050), (854, 3672, 3770), (854, 26040, 26054), (854, 182328, 182330).

## Astronomia
- 854 Frostia è un asteroide della fascia principale del sistema solare.
- NGC 854 è un galassia spirale della costellazione della Fornace.

## Astronautica
- Cosmos 854 è un satellite artificiale russo.